# Rio Tuzluja
O rio Tuzluja (em turco: Tuzluca çayı[a]) ou Colbe (em armênio: Կողբ; romaniz.: Kołb), o histórico Vardamarde (Վարդամարդ, Vardamard), é um rio da Turquia no distrito de Tuzluja, na província de Eder. Possui cerca de 40 quilômetros de comprimento. Nasce na encosta nordeste das montanhas Aras, a uma altitude de cerca de três mil metros. Flui por um desfiladeiro profundo ao nordeste, depois nordeste-sudoeste perto das minas de Tuzluja, e deságua no rio Aras. É abastecido por degelo e chuva e seu maior fluxo é em maio-julho.